# Jaskinia Zapętlona
Jaskinia Zapętlona – jaskinia w masywie Trzech Kopców w Beskidzie Śląskim. Jaskinia posiada kod K.Bs-04.143.

## Położenie
Jaskinia znajduje się w znanym speleologom masywie Trzech Kopców, na terenie Brennej w powiecie cieszyńskim.

## Historia eksploracji
Pierwsze informacje o odkryciu jaskini podał Paweł Gądek ze Speleoklubu Bielsko-Biała w grudniu 2018 r. Wstępna długość korytarzy oceniona została wówczas na ok. 100 m. W kwietniu 2021 r. jaskinia Zapętlona została skartowana. Z korytarzami długości 143 m i 9,5 m głębokości znalazła się wtedy na 33 miejscu jaskiń beskidzkich pod względem długości.

## Charakterystyka
Jest to typowa dla beskidzkiego fliszu jaskinia typu szczelinowego. Stanowi ją dość zawikłany system ciasnych korytarzy, szczelin i niewielkich sal. Jest dość trudna do zwiedzania ze względu na zaciski i kruchość. Stwierdzono w niej występowanie nietoperza nocka dużego.